# Кубок СССР по лыжным гонкам 1989
Двадцатый первый Кубок СССР проводился в Бакуриани Грузинской ССР 2 февраля 1989 года. Соревнования проводились по двум дисциплинам мужчины: гонка на 15 км (свободный стиль), женщины: гонка на 10 км (свободный стиль).

### Мужчины
|                | Золото                                  | Серебро                                        | Бронза                                       |
| -------------- | --------------------------------------- | ---------------------------------------------- | -------------------------------------------- |
| Гонка на 15 км | Сахнов Владимир 41.46 «Динамо» Алма-Ата | Девятьяров Михаил +0.00 Вооружённые Силы Пермь | Кичкин Сергей +0.14 Вооружённые Силы Магадан |

### Женщины
|                | Золото                                 | Серебро                                 | Бронза                               |
| -------------- | -------------------------------------- | --------------------------------------- | ------------------------------------ |
| Гонка на 10 км | Тихонова Тамара 31.13 Профсоюзы Ижевск | Гаврылюк Нина +0.05 Профсоюзы Ленинград | Вяльбе Елена +0.13 Профсоюзы Магадан |